# グラナイト・マウンテン
グラナイト・マウンテン (Granite Mountain) は、アメリカ合衆国ユタ州の、ソルトレイクシティからもさほど遠くない、ワサッチ山脈のリトル・コットンウッド峡谷の奥へ1マイルほどの場所にある巨大な岩塊。名には、「グラナイト（花崗岩）」とあり、見た目も似ているが、実際の組成や組織は火成岩の一種である石英モンゾニ岩である。この石は、石材として Salt Lake Temple や LDS Conference Center のファサードの建設に用いられた。

## グラナイト・マウンテン記録保管庫
グラナイト・マウンテン記録保管庫 (The Granite Mountain Records Vault)、通称「The Vault」は、末日聖徒イエス・キリスト教会（LDS教会)(モルモン教会）が所有する文書保管施設で、リトル・コットンウッド峡谷の北側を600フィート掘削して作られたものである。このグラナイト・マウンテンの施設には、記録文書を長期にわたって保存できるように、乾いた環境を維持する設備が施されるほか、事務所、搬出入口、マイクロフィルムの処理設備と修復作業場などが備えられている。
個々に保存されている記録の中には、240万巻を超えるマイクロフィルムと、100万枚を超えるマイクロフィッシュに収められた、系譜学や家族史に関わる情報が含まれている。これは、家族史の記録およそ30億ページ分に相当する量である。ここに保管されるマイクロフィルムは、毎年4万巻ほど増加し続けている。1999年以来、末日聖徒イエス・キリスト教会は、ここに保管されている系譜学関係のマイクロフィルムのデジタル化に取り組んでいる。同教会は、この記録を家族歴史センターにおいて公開しており、また、ファミリーサーチ のウェブサイトでもオンラインで提供している。
峡谷の奥へさらに2マイルほど進んだ場所には、もうひとつ同様の貯蔵施設がある。こちらは、Perpetual Storage Inc.によって所有、経営されている、営利目的の施設である。

## 関連文献
- Records protection in an uncertain world, Salt Lake City, Utah: Genealogical Society of the Church of Jesus Christ of Latter-day Saints, (1975), OCLC 82833411
- In a Granite Mountain, Genealogical Society of the Church of Jesus Christ of Latter-day Saints, (1988), OCLC 78458311
- Granite Mountain—Where a billion people "live", The Church of Jesus Christ of Latter-day Saints, OCLC 367547552